# Велень (Бая-де-Кріш, Хунедоара)
Велень, Велені (рум. Văleni) — село у повіті Хунедоара в Румунії. Входить до складу комуни Бая-де-Кріш.
Село розташоване на відстані 330 км на північний захід від Бухареста, 38 км на північний захід від Деви, 95 км на південний захід від Клуж-Напоки, 122 км на північний схід від Тімішоари.

## Населення
За даними перепису населення 2002 року у селі проживали 12 осіб, усі — румуни. Усі жителі села рідною мовою назвали румунську.